# Take Cover (Queensrÿche)
Take Cover è un album tributo del gruppo musicale statunitense Queensrÿche, pubblicato il 13 novembre 2007 dalla Rhino Records.

## Il disco
Si tratta di un album composto interamente da cover. Dopo la prima settimana dalla pubblicazione l'album entra nella classifica dei primi 200 della rivista Billboard, precisamente alla posizione numero 173, vendendo 5 500 copie.

## Tracce
1. Welcome to the Machine (Pink Floyd) - 4:54
2. Heaven on Their Minds (Andrew Lloyd Webber & Tim Rice) - 4:54
3. Almost Cut My Hair (Crosby, Stills, Nash, & Young) - 4:18
4. For What It's Worth (Buffalo Springfield) - 2:53
5. For the Love of Money (The O'Jays) - 4:58
6. Innuendo (Queen) - 6:11
7. Neon Knights (Black Sabbath) - 3:41
8. Synchronicity II (The Police) - 4:55
9. Red Rain (Peter Gabriel) - 4:39
10. Odissea (Carlo Marrale & Cheope) - 3:51
11. Bullet the Blue Sky (live) (U2) - 10:26

## Formazione
- Geoff Tate – voce
- Michael Wilton – chitarra
- Mike Stone – chitarra (eccetto traccia 11)
- Eddie Jackson – basso
- Scott Rockenfield – batteria, percussioni

Altri musicisti
- Leopoldo Larsen – tastiera
- Kelly Gray – chitarra (traccia 11)